# Julio Raúl Luchessi
Julio Raúl Luchessi (1926-desconocido) fue un militar argentino, perteneciente a la Fuerza Aérea, que se desempeñó como gobernador de facto de la provincia de La Rioja entre 1972 y 1973, durante la dictadura autodenominada «Revolución Argentina».

## Biografía
Nacido en 1925, realizó su carrera militar en la Fuerza Aérea Argentina retirándose con el grado de comodoro. Fue jefe del Centro de Experimentación y Lanzamiento de Proyectiles Autopropulsados Chamical.
En marzo de 1972, fue designado interventor federal de la provincia de La Rioja por el presidente de facto Alejandro Agustín Lanusse, tras la renuncia del gobernador de facto Juan Antonio Bilmezis. La intervención duró hasta julio de ese mismo año cuando Luchessi fue oficializado como gobernador. Terminó su mandato el 25 de mayo de 1973, con el fin de la dictadura autodenominada «Revolución Argentina», siendo sucedido por Carlos Menem, gobernador constitucional.
En abril de 1977, fue designado interventor de la Sociedad Argentina de Autores y Compositores (SADAIC) por la Junta Militar durante la dictadura autodenominada «Proceso de Reorganización Nacional». En 1978 conformó un nuevo consejo consultivo de SADAIC con artistas exponentes de tango, folclore, rock y pop, como Enrique Cadícamo, Héctor Varela, Mariano Mores, Eduardo Falú y Palito Ortega.
Una calle de la ciudad de La Rioja lleva su nombre.